# Diplazium hians
Diplazium hians är en majbräkenväxtart som beskrevs av Gustav Kunze och Johann Friedrich Klotzsch.
Diplazium hians ingår i släktet Diplazium och familjen Athyriaceae. Inga underarter finns listade i Catalogue of Life.